# Караарча (приток Акбулака)
Караарча, Караарчасай (узб. Qoraarcha — «Чёрная арча (можжевельник)») — река в Бостанлыкском районе Ташкентского вилоята Республики Узбекистан. Левый приток реки Акбулак.

## Описание

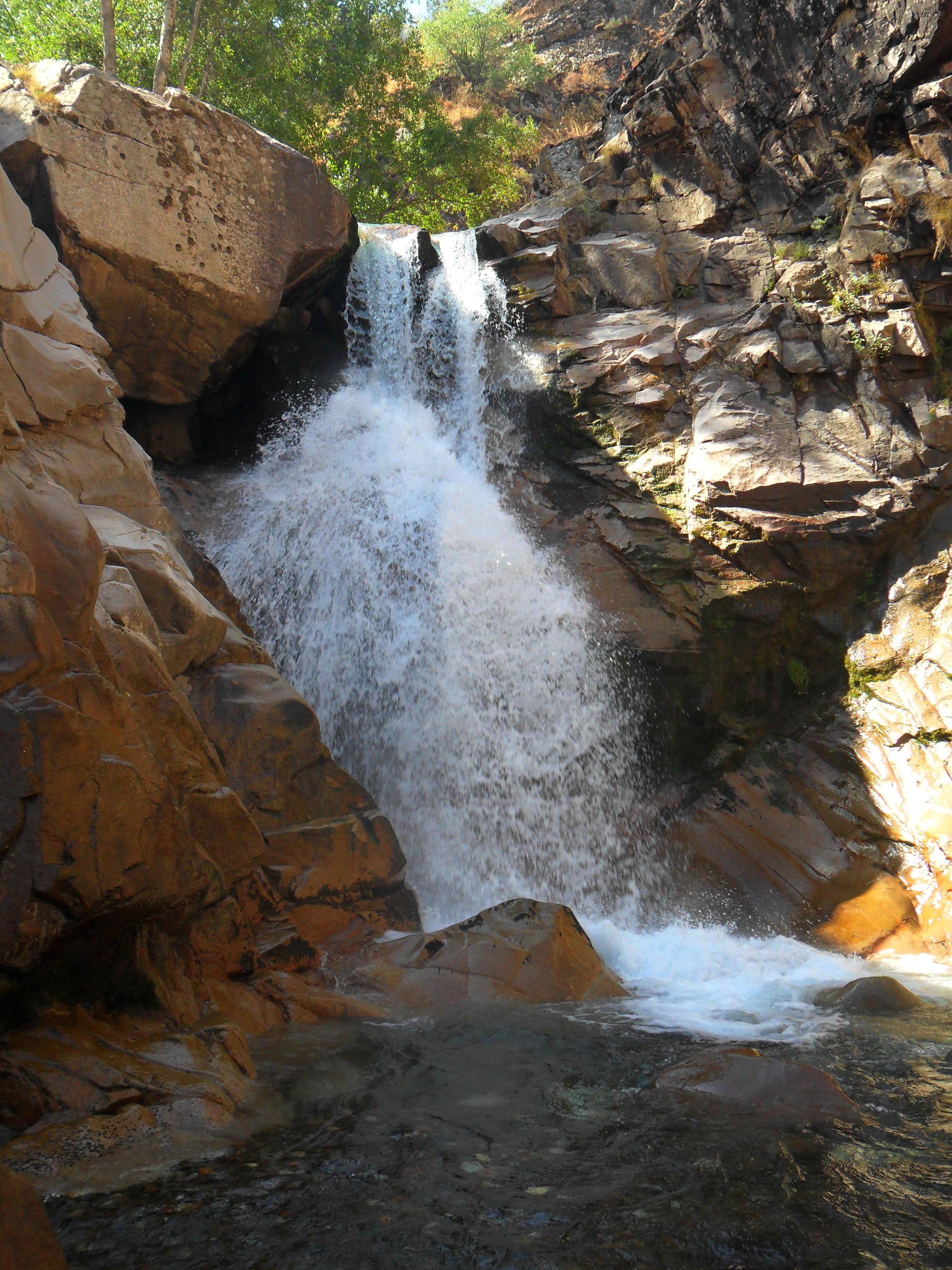
Водопад на реке Караарча

Караарча рождается из слияния двух родников на восточном склоне горы Карангур, уровень истока всего на 30 метров ниже уровня гребня . В верхнем течении имеет преимущественное направление на северо-восток, протекает по узкой и глубокой долине. В среднем течении, набрав воды из притоков, изменяет своё направление течения в западном направлении. В среднем течении, Караарча протекает через скальный каньон (теснины) образованный с одной стороны отрогами Чимгана, а с другой стенками столовой горы Пулатхан. В нижнем течении Караарча протекает по приграничной территории.
Долины Караарчи и её притоков содержит немало водопадов скульптурного типа. При тектоническом поднятии территории эрозия вскрыла неоднородные по прочности горные породы, что послужило причиной образования перегибов русла Караарчи.
Караарча не пересыхает круглый год, максимальный уровень воды в начале весны. В этот период река становится бурной, а переправы опасными (известны смертельные случаи).

## Притоки

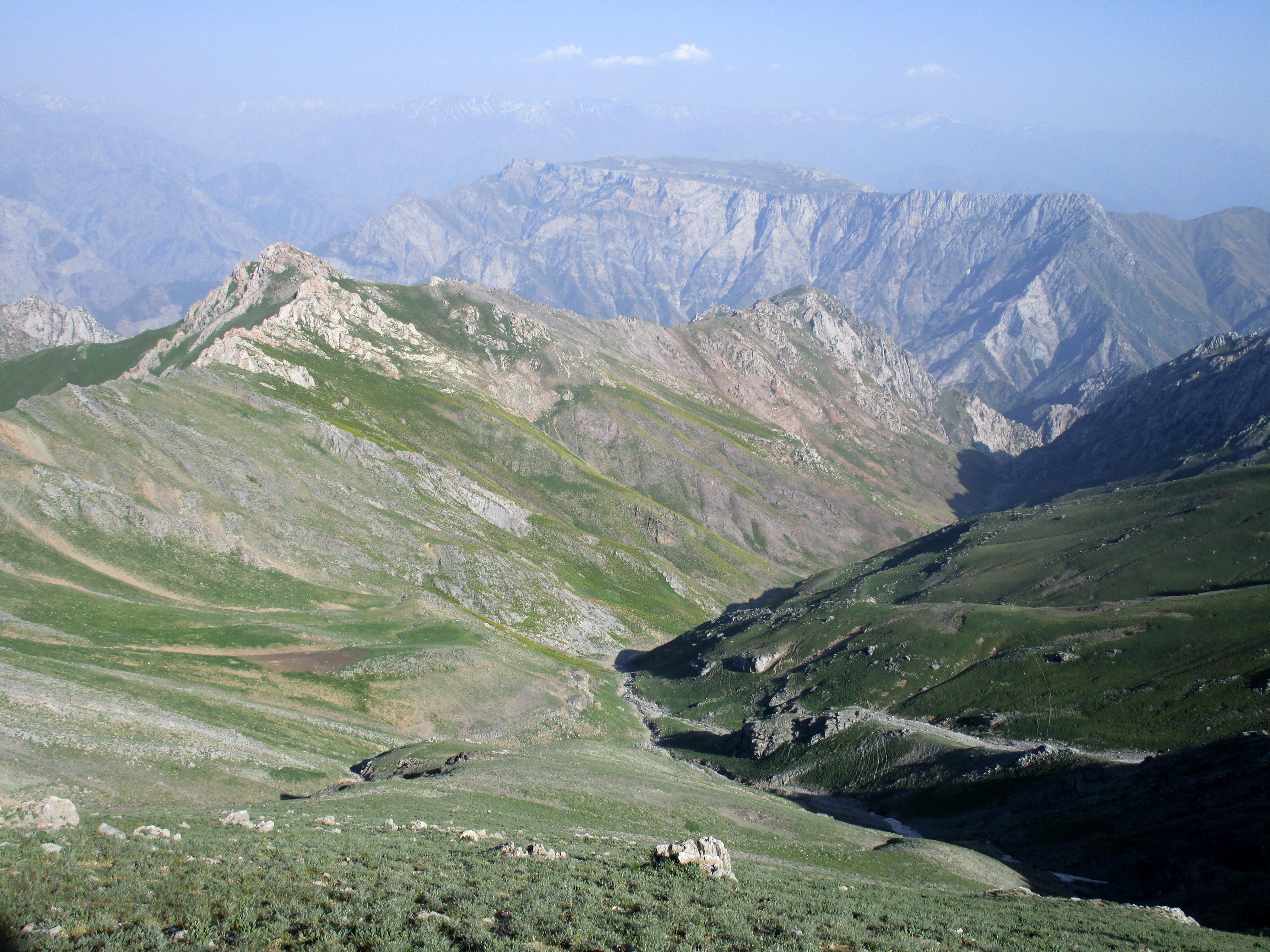
Долина Чолмироба, притока Караарчи

Караарча принимает значительное количество притоков, как сезонных, так и круглогодичных. Притоки слева стекают с хребтов Минджилки, Джар; с отрогов гор Большой Чимган и Охотничий. Притоки справа стекают с хребта Карангур, а также с плато Пулатхан.
Наиболее крупными притоками являются Чолмироб (истоки находятся около Большого Чимгана и у перевала Тахта) и Айновчукурсай (истоки около перевалов Комсомолец и Сыпучий) — оба слева.

## Растительный и животный мир
Караарча протекает по территории Угам-Чаткальского национального парка
В Караарче хорошо ловится разнообразная рыба: форель, маринка, осман (поднимаются до первого крупного водопада). Долина Караарчи в среднем и нижнем течении изобилует плодовыми деревьями (яблони, алыча), зарослями дикого винограда и ежевики. Наличие кормовой базы и редкая посещаемость людьми, привлекают сюда медведей. В среднем и нижнем течении Караарчи встречаются заросли тальника и берёз.
Верховья Караарчи находятся на высоте свыше 2500 метров, с соответствующей экосистемой. Весной на склонах буйная альпийская растительность, много тюльпанов, есть грибы. Близость человека (пастухи с отарами) в весеннее и летнее время отпугивает крупных животных. Основными жителями окрестностей являются грызуны (в том числе сурки Мензбира).

## Освоение человеком
На склонах, окружающих Караарчу в верхнем течении, производится выпас скота. Среднее и нижнее течение, в силу своей относительной недоступности сохраняют первозданную природу и посещаются только туристами. Основная туристическая тропа спускается с перевала Тахта по водоразделу между реками Караарча и Чолмироб. Посещение участка Караарчи около устья из-за близости к государственной границе требует наличия специальных разрешений.

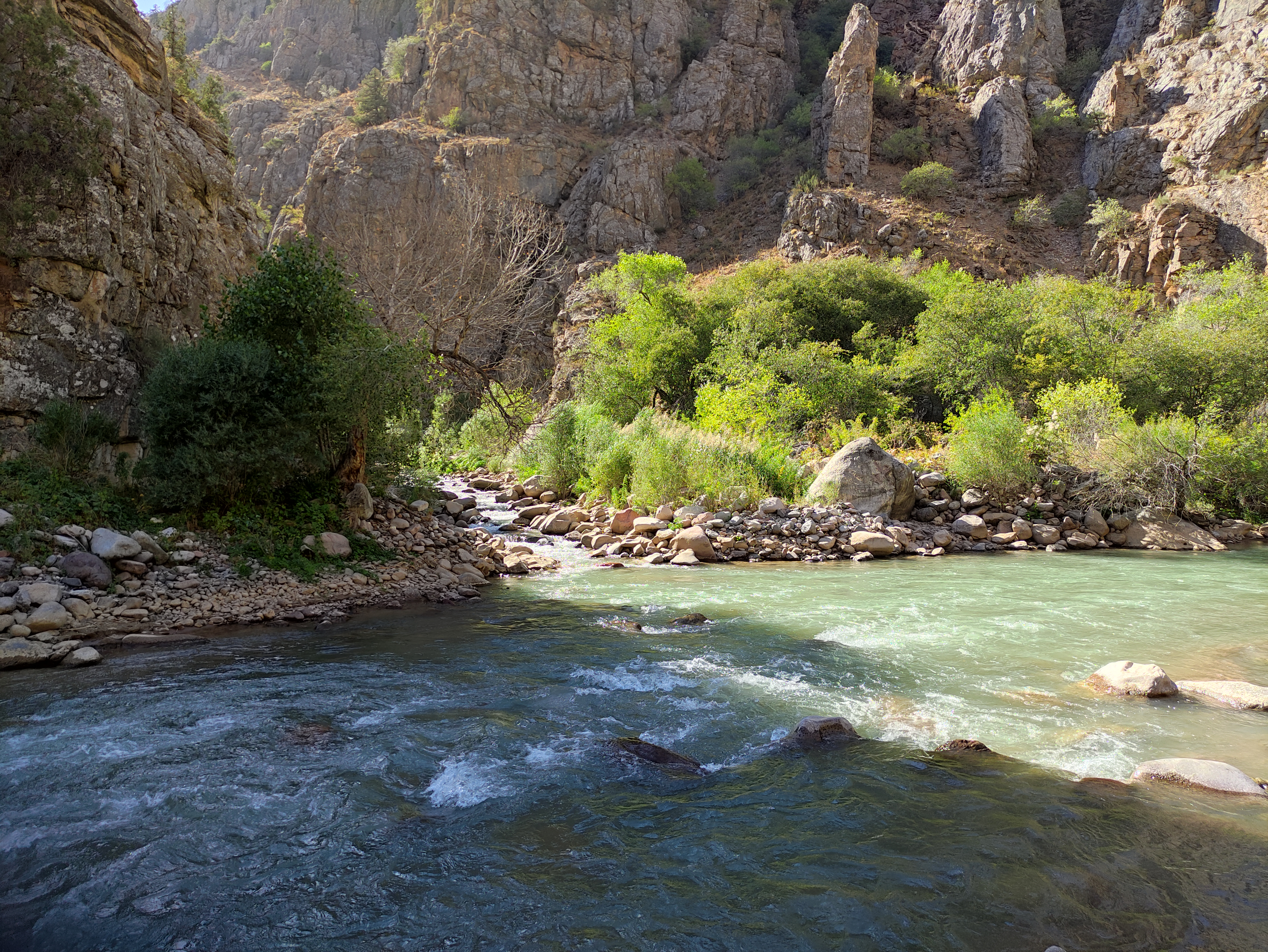
Впадение Караарчи в Акбулак

В советское время, около впадения Караарчи, через Акбулак был подвешен трос с люлькой, при помощи которого можно было переправиться через бурный Акбулак. Переправа расширяла туристическую привлекательность Караарчи, способствуя прохождению маршрутов вдоль русла до самого устья.

## Комментарии
1. ↑  Саями в Средней Азии именуют овраги с постоянными или временными водотоками, а также сами водотоки (в частности, сравнительно небольшие реки, испытывающие резкие сезонные колебания в полноводности либо полностью пересыхающие).